# Henri-Charles Tournel
Pour les articles homonymes, voir Daumont.

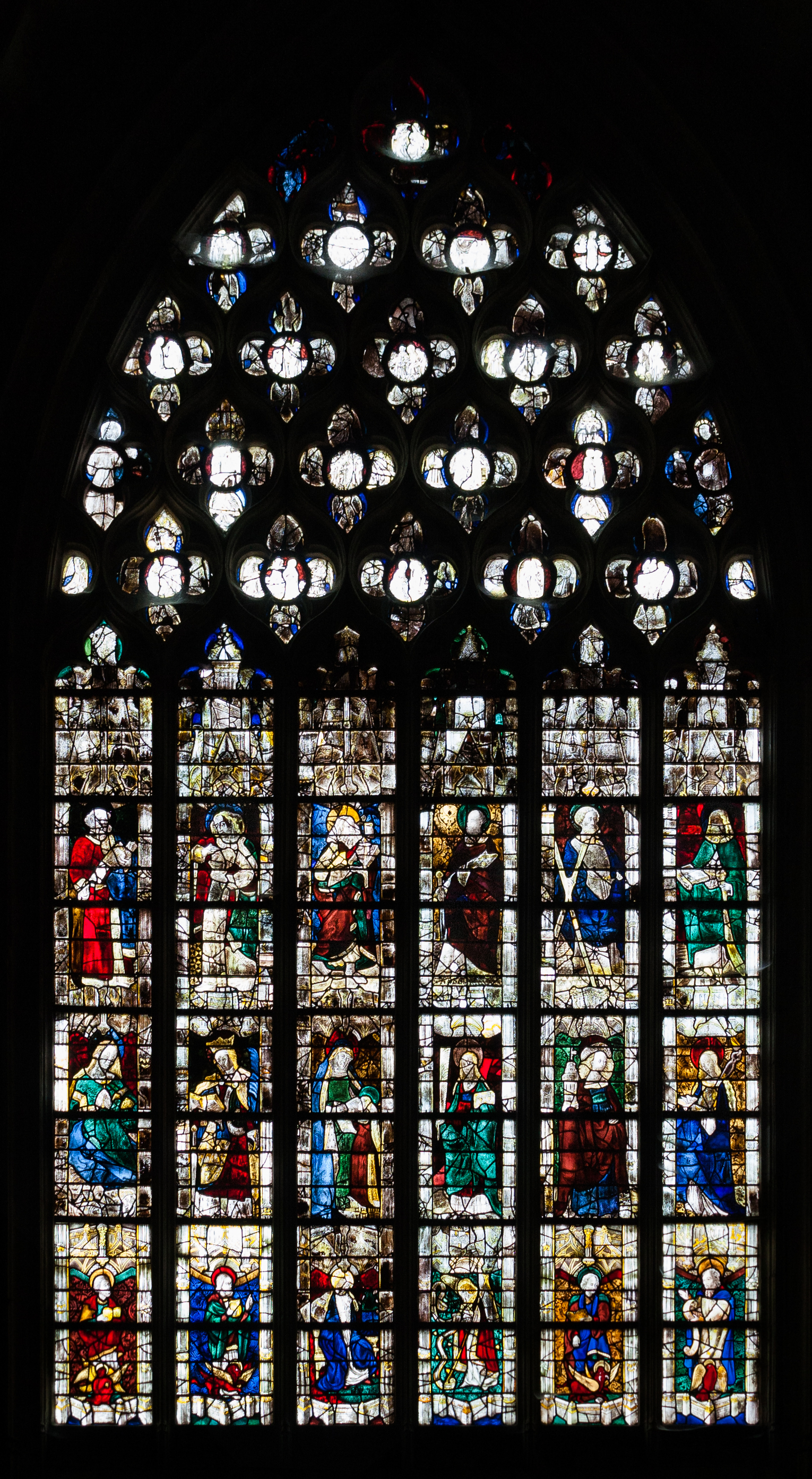
Vitrail restauré en 1929 par Charles Daumont-Tournel dans l'église Notre-Dame de Carentan

Henri-Charles Daumont, dit Tournel, né le 8 octobre 1868 à Paris et mort le 22 février 1942 à Clamart, est un architecte, peintre verrier et artiste décorateur français.

## Biographie
Henri-Charles Daumont-Tournel naît le 8 octobre 1868 dans le 15e arrondissement de Paris d'un père, Léon Daumont-Tournel (1838-1902), peintre verrier.
Membre de la Société nationale des beaux-arts, on lui doit de nombreuses restaurations de vitraux souvent associé à son frère Émile (1864-1935) au sein de l'atelier Daumont-Tournel initialement établi à Vanves puis à Montrouge.
Il prend part à l'Exposition universelle de 1900 en présentant un vitrail en mosaïque. 
Son fils Charles-Henri (1907-1959,), qui est fréquemment confondu avec lui, prend sa succession jusqu'à sa mort.